# Лупе Фуентес
Лупе Фуентес (шп. Lupe Fuentes; 27. јануар 1987) бивша је колумбијска порнографска глумица.

## Каријера
Лупе Фуентес је рођена у Калију, Колумбија, у сиромашној породици. Дебитовала је као глумица у индустрији порнографије 2006. године када је имала 19 година. У јуну 2010, Лупе је потписала ексклузивни уговор са компанијом Wicked Pictures. Први филм који је снимила за ту компанију звао се Лолита и појавио се у децембру 2010. године.
Наступила је у 16 порно-филмова.

## Награде
- 2006 FICEB Ninfa Prize номинација – Best New Spanish Actress – Posesión[6]
- 2009 Hot d'Or номинација – Best European Actress – 100% Zuleidy[7]
- 2010 АВН награда номинација – Best New Web Starlet[8]
- 2010: F.A.M.E. Award: Favorite New Starlet – победница[9]
- 2010: XFANZ Award: Latina Pornstar of the Year – победница[10]

## Изабрана филмографија
- Especial Lucia La Piedra
- Lolita
- Playboy Radio 6
- Posesion
- Lupe Fuentes' Interactive Girlfriend Sexperience
- Woman Pink Hair
- Chloe